# وشنام مريد
وشنام مريد (بالفارسية: وشنام مرید) هي قرية تقع في البلدة المركزية في إيران. يقدر عدد سكانها بـ 171 نسمة بحسب إحصاء 2016.